# Hans Georg Herzog
Hans Georg Herzog (ur. 7 maja 1915 w Sebeș, zm. 28 lipca 2014 w Wiedniu) – rumuński piłkarz ręczny. Uczestnik Igrzysk Olimpijskich w 1936 w Berlinie. Na igrzyskach zagrał w meczu ze Stanami Zjednoczonymi.